# Jiří Rusnok
Jiří Rusnok (Ostrava, 16 ottobre 1960) è un politico ed economista ceco, Primo ministro della Repubblica Ceca dal 10 luglio 2013 al 17 gennaio 2014, a capo di un governo tecnico. Dal 1º luglio 2016 al 30 giugno 2022 è stato governatore della Banca nazionale della Repubblica Ceca.
In precedenza, Rusnok è stato ministro delle Finanze nel governo socialdemocratico di Miloš Zeman dal 2001 al 2002 e ministro dell'Industria e del Commercio nel successivo governo socialdemocratico di Vladimír Špidla dal 2002 al 2003. Il 25 giugno 2013 è stato nominato primo ministro dal presidente Miloš Zeman. Rusnok sostituì Petr Nečas, che si dimise per una relazione di corruzione e spionaggio.

## Biografia
Rusnok è nato a Ostrava. Si è laureato in economia all'Università di Economia di Praga nel 1984. Ha poi lavorato come consulente presso la Commissione statale per la pianificazione e successivamente ha diretto un dipartimento presso il Ministero della pianificazione strategica. Dal 1992 al 1998 ha lavorato per una confederazione sindacale ceca (ČMKOS). Prima del 1989, Rusnok era anche un candidato per l'adesione al KSČ.
Nel gennaio 1998, Rusnok si unì al socialdemocratico ČSSD e poco dopo divenne vice di Vladimír Špidla, che all'epoca ricopriva la carica di ministro del Lavoro e degli Affari Sociali nel governo di Miloš Zeman.  Il 13 aprile 2001 è stato nominato ministro delle Finanze della Repubblica Ceca e si è trasferito al ministero dell'Industria e del Commercio nel governo formato dopo l'elezione di Vladimír Špidla. Alle elezioni parlamentari del 2002 è stato eletto alla Camera dei deputati per il ČSSD. Poco dopo, tuttavia, Rusnok entrò in conflitto con la leadership del partito in carica sotto Vladimír Špidla, quando sostenne il candidato dell'opposizione ODS, Václav Klaus, alle elezioni presidenziali del 28 febbraio 2003 e non il candidato del suo stesso partito, Jan Sokol. 
Klaus fu sorprendentemente eletto presidente. Su richiesta del primo ministro Špidla, il presidente della Repubblica ha destituito Rusnok dal suo incarico ministeriale poco dopo, il 13 marzo. Al successivo congresso del partito, il 29 marzo 2003, Rusnok, che rappresentava l'"ala pragmatica" che sosteneva una stretta cooperazione con l'ODS, si candidò contro il leader del partito in carica Vladimír Špidla, ma Rusnok perse contro Špidla per 147 voti contro 299. Poco dopo, anche Rusnok rinunciò al suo mandato parlamentare. Rusnok ha poi lasciato la politica ed è passato al settore privato. Dal 2003 in poi ha lavorato come consulente del Consiglio di Sorveglianza di ING nella Repubblica Ceca e in Slovacchia e dal 2006 come Presidente del Consiglio di Amministrazione del Fondo Pensione ING. 
Nel 2010, Rusnok si è dimesso dal ČSSD e si è candidato per il partito SPOZ, appena fondato da Miloš Zeman, alle elezioni locali nel distretto di Vinoř a Praga.  Nelle elezioni presidenziali del 2013, Rusnok ha anche sostenuto pubblicamente la candidatura di Zeman, che è stato eletto come nuovo presidente.